# Molokai
Molokai (havajsky Molokaʻi) je pátý největší z osmi hlavních Havajských ostrovů, které se nacházejí v severovýchodní části Tichého oceánu. Žije zde asi 7 až 8 tisíc obyvatel, tento počet se mění v závislosti na turistické sezóně. Ostrov má rozlohu 673,44 km². Molokai je částí státu Havaj, který je 50. spolkovým státem Spojených států amerických.
V minulosti bylo na ostrově zřízeno leprosárium, kde pomáhal i sv. Damien de Veuster.